# Nebulosa del Huevo
La nebulosa del Huevo (RAFGL 2688) es una protonebulosa planetaria —un tipo de nebulosa de reflexión— en la constelación de Cygnus. Distante unos 3000 años luz de la Tierra, su velocidad de expansión es de 20 km/s. Fue descubierta en 1996 por Raghvendra Sahai y John Trauger del Jet Propulsion Laboratory de la NASA.
La característica más notable de la nebulosa del Huevo es la serie de arcos y círculos brillantes que rodean la estrella central. En la imagen obtenida con el telescopio espacial Hubble se puede ver como una densa capa de gas y polvo oculta la estrella, impidiendo que nos llegue directamente su luz. No obstante, dicha luz penetra las regiones menos densas de la envoltura que la rodea, iluminando las capas más exteriores del gas y creando los arcos visibles.
La envoltura en torno a la estrella es probablemente un disco. Los haces de luz que se observan indican que el sistema tiene un momento angular, probablemente generado por un disco de acreción. Asimismo, la geometría en forma de disco explicaría el distinto grosor de la envoltura, que por una parte permite que la luz escape a través de los ejes del disco iluminando las capas externas de gas, y por otra impide la visión directa de la estrella cuando es observada desde el plano del disco. Aunque se han confirmado discos de polvo alrededor de otros objetos post-RAG, el disco en torno a la nebulosa del Huevo no ha sido confirmado.